# Mycosphaerella saussureae-alpinae
Mycosphaerella saussureae-alpinae är en svampart som tillhör divisionen sporsäcksvampar, och som beskrevs av Franz Petrak. Mycosphaerella saussureae-alpinae ingår i släktet Mycosphaerella, och familjen Mycosphaerellaceae. Arten är reproducerande i Sverige.